# Dibete Station
Dibete Station – wieś w Botswanie w dystrykcie Central. Według spisu ludności z 2011 roku wieś liczyła 1083 mieszkańców.